# Усть-Ченог
Усть-Чено́г (рос. Усть-Ченог) — присілок у складі Афанасьєвського району Кіровської області, Росія. Входить до складу Пашинського сільського поселення.
Населення становить 13 осіб (2010, 19 у 2002).
Національний склад станом на 2002 рік — комі-перм'яки 53 %, росіяни 47 %.